# Peperomia pernambucensis
Peperomia pernambucensis är en pepparväxtart som beskrevs av Friedrich Anton Wilhelm Miquel. Peperomia pernambucensis ingår i släktet peperomior, och familjen pepparväxter. Inga underarter finns listade i Catalogue of Life.